# Agalliota quadripunctatus
Agalliota quadripunctatus är en insektsart som beskrevs av Léon Abel Provancher 1872. Agalliota quadripunctatus ingår i släktet Agalliota och familjen dvärgstritar. Inga underarter finns listade i Catalogue of Life.